# С любов, Виктор
„С любов, Виктор“ (на английски: Love, Victor) е американски сериал, романтична комедия на Айзък Аптакър и Елизабет Бергър, базиран на филма „С любов, Саймън“ от 2018 г. и книгата на Беки Албъртали. Първият сезон е излъчен на 17 юни 2020 г. по Hulu.
През август 2020 г. става ясно, че сериалът ще получи и втори сезон, като към 01.03.2021, продължават снимките на последните епизоди от него.
Според информация от Hulu, премиерата на втори сезон за САЩ и Великобритания (където Hulu имат права на излъчване) ще бъде на 11 юни 2021.

## Сюжет
Сериалът проследява Виктор, нов ученик в гимназията Крийкууд, в собствения си път на самооткриване, изправен пред предизвикателства у дома, приспособяване към нов град и сексуалната си ориентация. Когато всичко му идва твърде много, той се обръща към Саймън за помощ и съвети.

## Актьорски състав
- Майкъл Чимино в ролята на Виктор.
- Ана Ортис в ролята на Изабел, майката на Виктор.
- Джеймс Мартинез в ролята на Армандо, бащата на Виктор.
- Изабела Ферейра в ролята на Пилар, сестрата на Виктор.
- Матео Фернандес в ролята на Адриан, малкият брат на Виктор.
- Рейчъл Наоми Хилсън в ролята на Миа, приятелка на Виктор.
- Бебе Ууд в ролята на Лейк, странна и обсебена от социалните медии най-добра приятелка на Виктор.
- Джордж Сар в ролята на Бенджи, уверен и чаровен съученик на Виктор.
- Антъни Турпел в ролята на Феликс, нов съсед на Виктор.
- Мейсън Гудинг в ролята на Андрю, самонадеян и популярен баскетбол атлет.
- Ник Робинсън в ролята на Саймън Спиър, разказвач.

## Продукция

### Разработка
На 11 април 2019 г. е съобщено, че ще има сериал по филма „С любов, Саймън“, който ще е наличен в новата стрийминг услуга Disney+. На 24 февруари 2020 г. Disney+ съобщава, че променя името на сериала от „С любов, Саймън“ на „С любов, Виктор“ и го премества в Hulu, защото съдържа теми за възрастни..
На 10 юни 2020 г. датата на премиерата е променена от 19 юни на 17 юни. През август 2020 г. излиза информация, че сериалът получава и втори сезон.

### Снимки
Снимките на сериала започват през август 2019 г. в Лос Анджелис и приключват през декември 2019 г. Първият епизод е режисиран от Ейми Йорк Рубин.

### Актьорски състав
На 13 юни е съобщено, че Ана Ортис ще участва в ролята на Изабел, майката на Виктор. След това през август 2019 г., Майкъл Чимино взема главната роля на Виктор и е публикуван списъка с актьорския състав. Няколко дни след това е съобщено, че Рейчъл Наоми Хилсън заменя Джони Секвоя в ролята на Миа.

## Сезон 1
Шаблон:Episode table

## Отзиви

### Oт зрители
Според Hulu, сериалът е най-гледаната драма на стрийминг услугата в периода от 17 юни до 23 юни. Също е и на второ място по гледане на всичките епизоди наведнъж сред цялото оригинално съдържание на Hulu.

### Oт критици
„С любов, Виктор“ има рейтинг от 93% в „Rotten Tomatoes“ с 45 ревюта и резултат 68 от 100 в Metacritic въз основа на 20 критици.